# Александар Ивош
Александар Ивош (Ваљево, 28. јун 1931 — Нови Сад, 24. децембар 2020) био је српски фудбалер и репрезентативац Југославије.

## Спортска биографија
Александар Ивош је рођен 28. јуна 1931. године у Ваљеву. Одрастао је у Лозници где је почео да игра фудбал у истоименом фудбалском клубу. Играо је на позицији нападача. Између 1951. и 1953. године носио је дрес шабачке Мачве кад се такмичила у Првој лиги. Потом прелази у новосадску Војводину где је остварио највише домете у каријери. Наступао је у генерацији новосађана у којој су поред њега, играли Вујадин Бошков, Сима Милованов, Здравко Рајков, Тоза Веселиновић и други.
Од 1961. до 1963. био је члан тузланске Слободе, затим наставља каријеру у бечком Зимерингер СК (1963−64), а од 1966. до 1968. играо је за белгијску екипу из Берингена. Након што је завршио играчку каријеру био је технички директор у тузланској Слободи. Од 1971. поново је у Војводини у којој је од лета 1984. био руководилац Спортског центра Ветерник.
Одиграо је три утакмице за младу репрезентацију (1953), седам за „Б“ екипу (1957—1961) и три за најбољу селекцију Југославије. Дебитовао је 16. септембра 1962. против Источне Немачке (2:2) у Лајпцигу, последњу утакмицу за национални тим одиграо је 30. септембра 1962. против Западне Немачке (2:3) у Загребу. Био је у саставу репрезентације Југославије која је играла на Светском првенству 1962. године у Чилеу.
Преминуо је 24. децембра 2020. године у Новом Саду.